# Azzo IX d'Este
Azzo IX d'Este, dit Azzone, ( ? – 1318) revendiqua ses droits sur la principauté de Ferrare, héritage que Alberto V d'Este, marquis de  Ferrare, avait laissé à son neveu mineur. La régence, informée des prétentions  et du passage des Apennins, chercha tous les moyens de s’opposer aux prétentions d’Azzo qui, pour arriver à ses fins, forma une troupe de mercenaires et pénétra dans la province de Modène.
Les châtelains de la zone s’allièrent pour contrecarrer l’avance et montèrent une armée de miliciens commandée par Azzo da Castello, condottiere expérimenté, qui se mit en quête d’arrêter l’avance d’Azzo.
Azzo continuant la guerre, pénétrant dans Ferrare, mit son rival en grave danger. Le 16 avril 1395, eut lieu la bataille de Portomaggiore, durant laquelle Azzo fut fait prisonnier par Corrado di Altemberg (aventurier allemand) qui le remit à Astorre Ier Manfredi qui, à son tour, l’envoya aux Vénitiens dont le Conseil des Dix de condamna à l’exil à Héraklion, où il demeura jusqu’à la chute des Carraresi, en 1405. À cette occasion, il fut appelé pour effrayer le marquis de Ferrare, qui avaient pris les armes en faveur de la Francesco da Carrara, son beau-père, attaqué par les Vénitiens.
Azzo IX mourut en 1318.